# 조던 루디스
조던 찰스 루디스(영어: Jordan Charles Rudess)는 미국의 키보디스트이며 프로그레시브 메탈 밴드 드림 시어터의 멤버로 잘 알려져있다.